# KRename
KRename je program prostředí KDE, který se dá použít na přejmenování více souborů a adresářů najednou. Mnoho linuxových distribucí používajících prostředí plochy Plasma jako výchozí již program KRename v nabídce programů k instalaci obsahuje.

## Vlastnosti
- Přejmenovat soubory adresáře
- Přejmenovat všechny soubory v adresáři včetně podsložek
- Při přejmenovávání si nevšímat skrytých souborů
- Změna velikosti písma: na písmena velká, na malá nebo jen první písmeno slova velké
- Přidat předponu či příponu k názvům souborů
- Hledat a nahradit části souborových názvů (jsou podporovány regulární výrazy)
- Přidat seřazená čísla do názvů souborů (začátek, kroky, přeskočí definovatelná)
- Změnit vlastníka a oprávnění k souborům
- Změnit datum a čas přístupu a změny souborů
- Předat nově vytvořené soubory do nově vytvořených adresářů (počet souborů na adresář, stanovitelný formát číslování adresářů)
- Vytáhnout údaje ID3 ze souborů MP3/OGG
- Vytáhnout údaje Exif z obrázkových souborů
- Přidat současné datum a čas do názvu souboru
- Změnit souborové přípony
- Vrátit přejmenování nazpět
- Ruční přejmenování požadovaných souborů
- Zapojení do správců souborů Konqueror (vyžaduje pro hromadné přejmenovávání instalaci KRename), Krusader (vyžaduje pro hromadné přejmenovávání instalaci KRename), Dolphin
- Použít skriptování JavaScript
- Transliterovat[2]